# Huahinemås
Huahinemås (Chroicocephalus utunui) är en förhistorisk utdöd måsfågel som tidigare förekom i Sällskapsöarna. 

## Upptäckt och utseende
Huahinemåsen förekom tidigare på ön Huahine i Sällskapsöarna. Den är endast känd från tolv subfossila ben från två individer funna vid den arkeologiska utgrävningsplatsen Fa'ahia, en tidig bosättningplats för polynesiser från mellan år 750 och 1250. Osteologiska jämförelser visar att den är nära släkt med silvermåsen (Chroicocephalus novaehollandiae) som häckar närmast i Nya Zeeland, 3.800 km sydväst om Huahine.

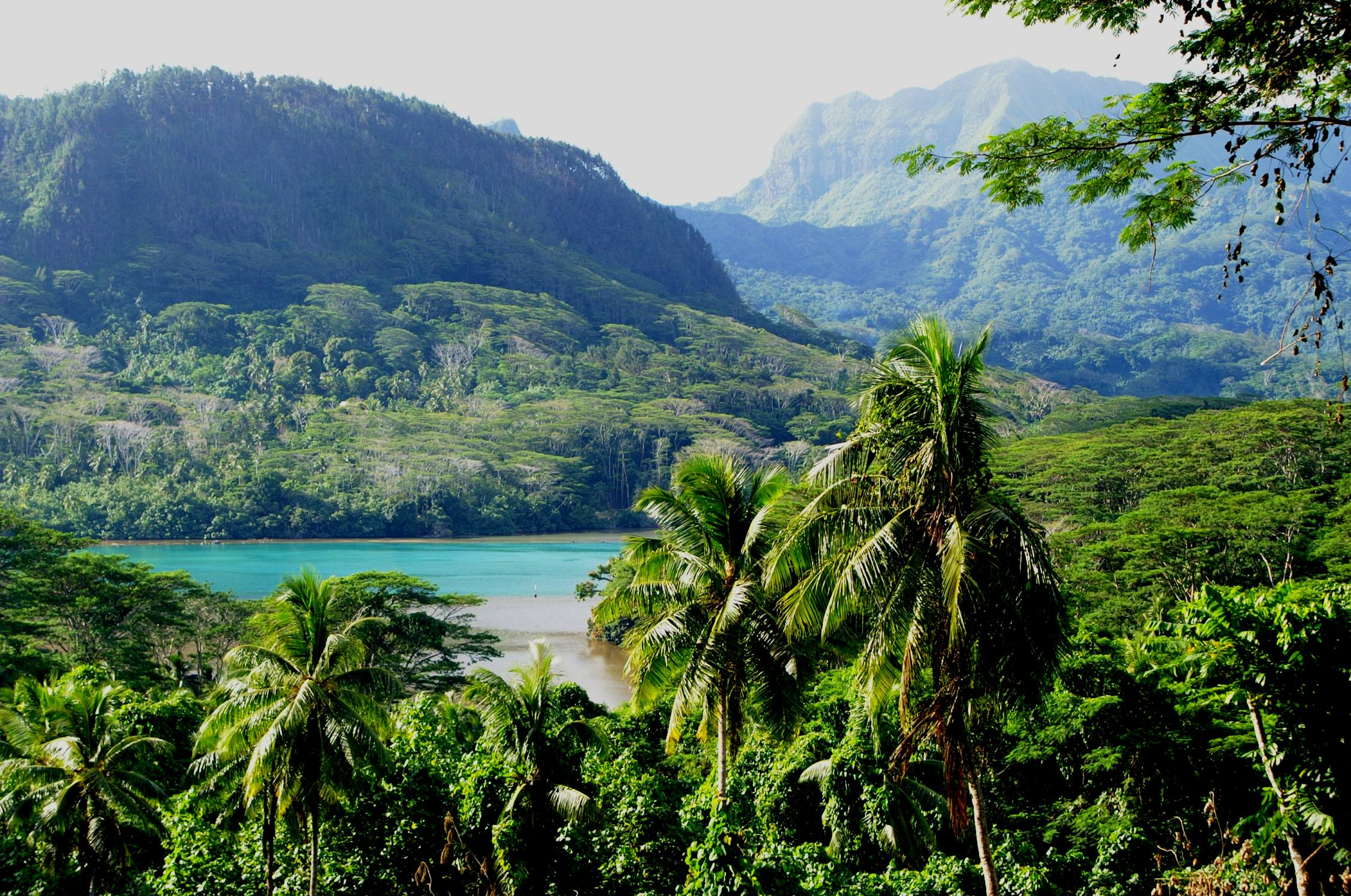
Ön Huahine.

## Utdöende
Fågeln dog troligen ut på grund av mänsklig påverkan. När människan kom till Huahine höggs skogen ner och invasiva växt- och djurarter som polynesisk råtta infördes. 

## Namn
Fågelns vetenskapliga namn är en sammansättning av tahitiskans utu för "näbb" och nui, "stor".